# قرية العنقة الأثرية
قرية العنقة الأثرية هي أحد قرى محافظة الداير من منطقة جازان جنوب المملكة العربية السعودية.

## الوصف
القرية تطل على سهول تهامة و تتميز بموقعها الاستراتيجي وصلابة مبانيها  وهي من ديار آل سلمى من آل يعلى من آل كثير من بني مالك.